# Таш-Хабах (хребет)
Таш-Хабах — невысокий хребет в понижении между Тырке-Яйлой, восточным отрогом которой он является, и массивом Каратау Главной гряды Крымских гор.

## Описание
Этимология тюрк. таш камень, хабах, хобах — запор, затвор, ворота.
Высота наибольшей вершины над уровнем моря 1073 метра. Волнистый, невысокий относительно соседних яйл хребет, на всем протяжении заросший лесом, протяженный с юго-запада на северо-восток на 1.6 км. Соединяет край Тырке-яйлы с Караби-яйлой. В 3,5 км на юго-юго-восток село Генеральское (бывшее Улу-Узень), куда от перевала Таш-Хабах-Богаз ведет лесная дорога-тропа.
От Стол-горы (крайняя восточная оконечность Тырке) отделен перевалом Таш-Хабах-Богаз (1045 м), от массива Каратау перевалом Восточный Суат (930 м).
Н. А. Головкинский в «Путеводителе по Крыму» 1894 года писал: «Горный проход между горами Тырке и Каратау, через который часто ездят жители приморского склона гор… называется Хаш-хабах-богаз».
Место локализовано историками как расположение одной из Длинных стен Прокопия «Стены, перегораживающие перевальные седловины на яйлах, есть … на перевале Таш-Хабах-Богаз… через который в старину были проложены (и ещё ныне функционируют) тропы и дороги из юго-западного нагорья на Южный берег».

Место туризма. По хребту проходят или начинаются от его перевалов тропы туристических маршрутов № 144, 160, 161, 163, 164 и Крымской тропы. На седле одноимённого перевала расположена турстоянка Восточный Суат. В 100 м на северо-запад от перевала родник Суат II.

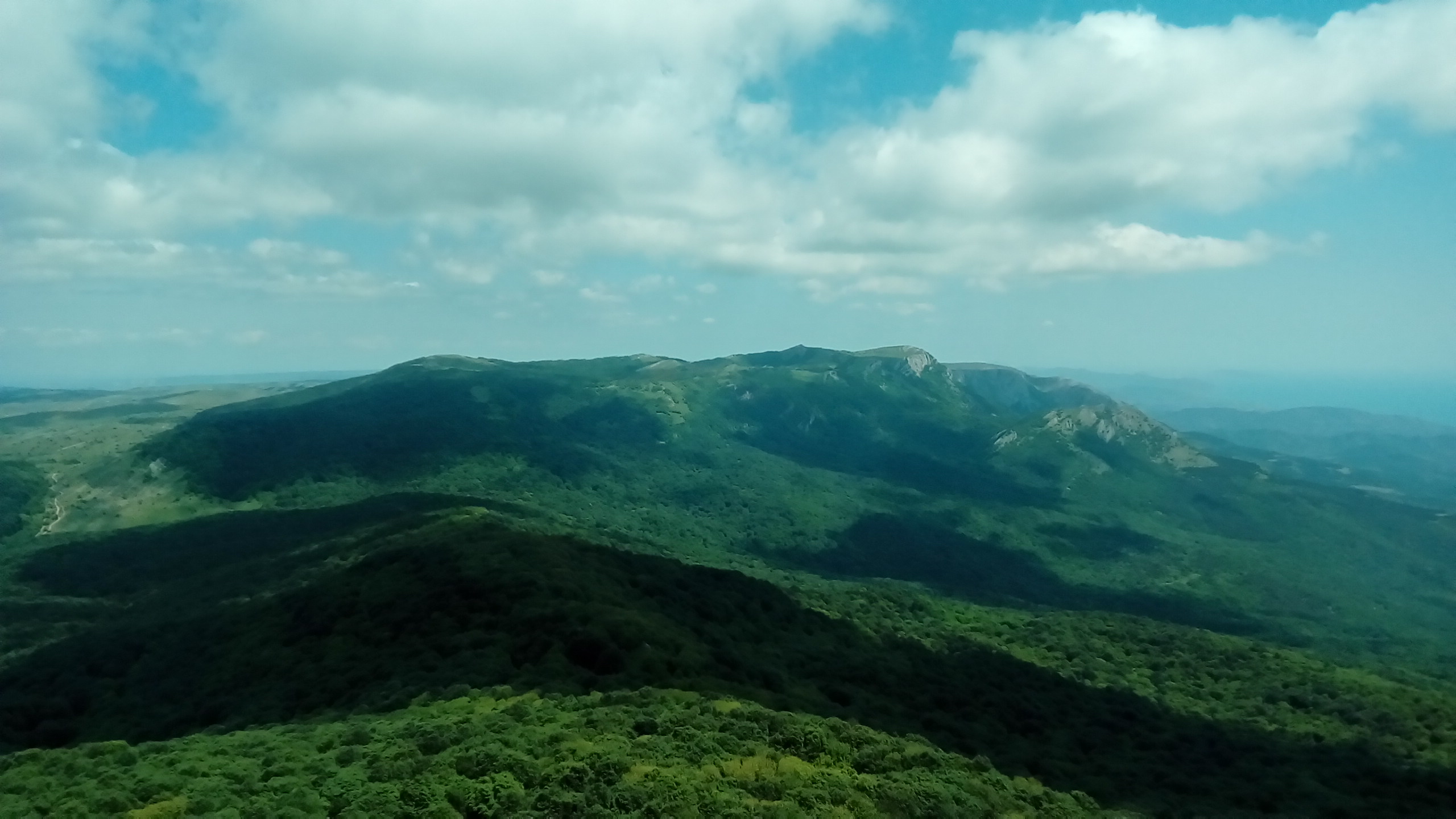
Хребет Таш-Хабах, за ним перевал Восточный Суат и массив Каратау (фото А. Трифонова)
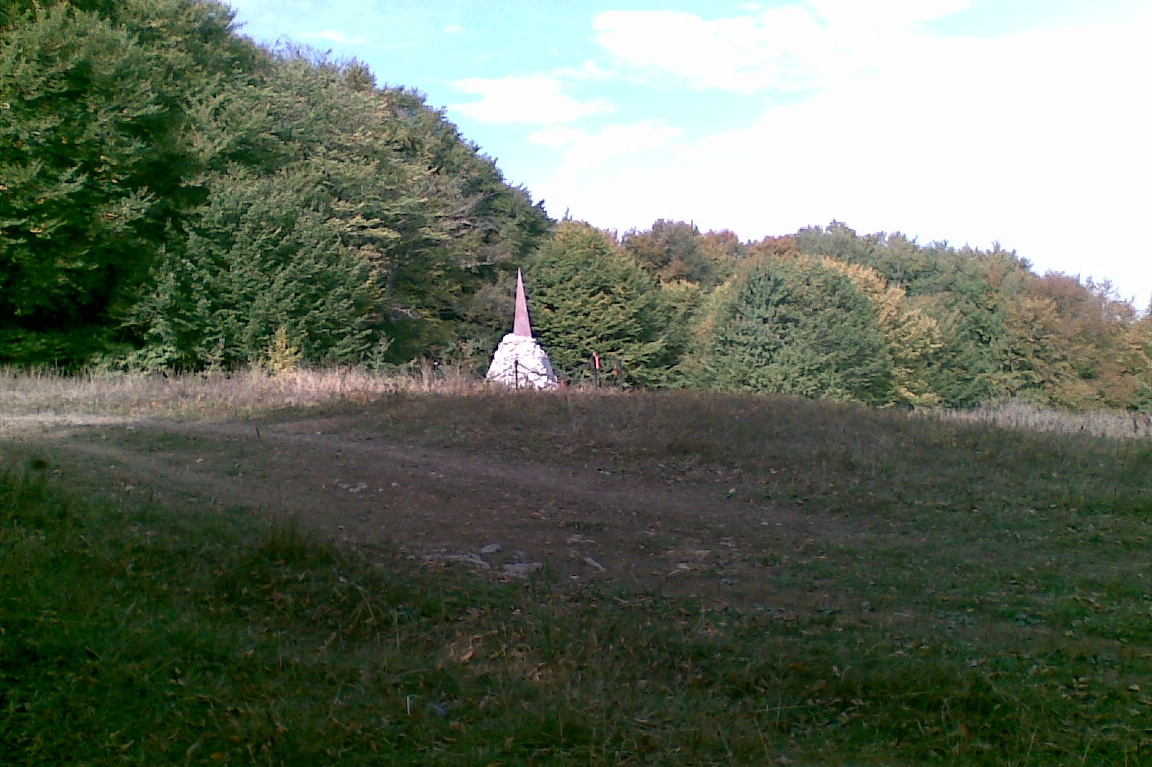
Памятник партизанам на перевале Восточный Суат в виде пирамиды
Родник Суат II